# Station Morhet
Station Morhet is een voormalig spoorwegstation langs spoorlijn 163 (Libramont – Bastenaken – Gouvy) in het Belgisch-Luxemburgse gehucht Morhet-Station (Morhet-Gare), in een deelgemeente van Vaux-sur-Sûre. Het is geopend in 1869 en kreeg code 442 .

## Aantal instappende reizigers
De grafiek en tabel geven het gemiddeld aantal instappende reizigers weer op een week-, zater- en zondag.
| Tabel: aantal instappende reizigers station Morhet | Tabel: aantal instappende reizigers station Morhet | Tabel: aantal instappende reizigers station Morhet | Tabel: aantal instappende reizigers station Morhet |
|                                                    | Weekdag                                            | Zaterdag                                           | Zondag                                             |
| -------------------------------------------------- | -------------------------------------------------- | -------------------------------------------------- | -------------------------------------------------- |
| 1977                                               | 6                                                  | 8                                                  | 0                                                  |
| 1978                                               | 6                                                  | 3                                                  | 0                                                  |

0,0: Libramont ·
3,5: Ourt ·
6,6: Bernimont ·
10,5: Wideumont ·
15,7: Rosières ·
18,9: Morhet ·
22,2: Sibret ·
24,2: Villeroux ·
28,7: Bastenaken-Zuid ·
29,8: Bastenaken-Noord ·
33,4: Bizory ·
38,9: Bourcy ·
44,6: Tavigny ·
52,5: Limerlé ·
58,9: Gouvy ·
66,4: Beho ·
69,0: Maldange ·
71,4: Weisten ·
74,2: Crombach ·
79,0: Sankt Vith